# Jeremy Charles
Jeremy Melvyn Charles (født 26. september 1959 i Swansea, Wales) er en walisisk tidligere fodboldspiller (angriber).
Charles spillede størstedelen af sin karriere hos Swansea City i sin fødeby, og nåede næsten 250 ligakampe for klubben. Han havde sidenhen også ophold hos de engelske klubber Queens Park Rangers og Oxford United.
For Wales' landshold spillede Charles desuden 19 kampe og scorede ét mål. Hans første landskamp var en VM-kvalifikationskamp mod Tjekkoslovakiet i 1980, hans sidste en EM-kvalifikationskamp mod Finland i efteråret 1986.